# Daft Punk
I Daft Punk sono stati un gruppo musicale francese di musica elettronica fondato dai parigini Guy-Manuel de Homem-Christo e Thomas Bangalter.
Il nome del duo deriva da una recensione del primo lavoro del gruppo in cui militavano, i Darlin', apparsa sulla rivista britannica Melody Maker, in cui erano stati definiti «un gruppetto di stupidi teppisti» («a daft punky trash»).
Ritenuto uno degli esempi più significativi nell'ambito della musica elettronica, sia per quanto riguarda il volume di vendite sia per l'enorme responso di critica, nel 2015 Rolling Stone li ha classificati come il 12º duo musicale migliore di sempre, inserendo il loro singolo One More Time alla 307ª posizione nella sua lista delle 500 migliori canzoni; tale brano è stato inoltre eletto miglior pezzo di musica electronic dance della storia secondo un sondaggio effettuato da Mixmag nel 2013.

## Storia

### 1987-1992: primi anni
Thomas Bangalter e Guy-Manuel de Homem-Christo si conoscono a Parigi, al Lycée Carnot, nel 1987. Fondano, con Laurent Brancowitz, il gruppo rock Darlin' nel 1992, con Bangalter al basso, de Homem-Christo alla chitarra e Brancowitz alla batteria.
La Duophonics Records pubblicò nello stesso anno una cover dei The Beach Boys e un brano originale in un EP di artisti vari. I tre ricevettero una recensione negativa da parte della rivista britannica Melody Maker, che definì la musica del gruppo "a daft punky trash". I Darlin' si sciolsero un anno più tardi, nel 1993. Brancowitz entrò a far parte del gruppo del fratello, i Phoenix, mentre Bangalter e De Homen-Christo formarono i Daft Punk, iniziando a sperimentare con sintetizzatori e drum machine.
de Homem-Christo ha dichiarato in un'intervista resa nota al grande pubblico durante il documentario dedicato al duo Daft Punk Unchained che il film Il fantasma del palcoscenico è stato, tanto per lui quanto per Bangalter, essenziale per la loro infanzia e, in età adulta, d'ispirazione per l'immagine che il duo ha adottato.

### 1993-1999:Homework
Nel settembre del 1993 i due consegnano una demo a Stuart Macmillan, co-fondatore dell'etichetta Soma Quality Recordings. Quella registrazione divenne la base del loro singolo di debutto, The New Wave, messo in commercio in edizione limitata nel 1994. Tornarono in studio nel maggio del 1995 per registrare Da Funk. Pubblicato nello stesso anno, il singolo divenne il primo successo commerciale del gruppo.
I Daft Punk non avevano intenzione inizialmente di pubblicare un album, ma dopo una serie di accordi con la Virgin Records, decisero di firmare il contratto a condizione di mantenere una certa indipendenza nel controllo della propria immagine e in quello che ne conseguiva; era il settembre del 1996. Riuscirono ad imporre le loro regole in quanto provenienti da famiglie agiate, programmando una carriera a livello internazionale, il loro modello d'affari fu ritenuto il migliore di sempre.
Nel 1997 fu pubblicato Homework. Visto come un innovativo mix di techno, musica house, acid house e electro, l'album fu presto riconosciuto come uno dei più influenti album dance degli anni novanta. Tra i singoli estratti dall'album, quello più noto fu Around the World, noto anche per il suo particolare video musicale realizzato dal regista francese Michel Gondry.
L'album fu prodotto nella camera da letto di Bangalter, riempita di apparecchiature e tastiere per l'occasione. Il musicista leggeva le istruzioni degli strumenti una volta al mese, inoltre fu tra i primi in Francia ad avere un computer sofisticato e lo adoperò per la realizzazione di suoni e immagini.

### 1999-2003:Discovery
Nel 2001 uscì l'album Discovery, che segna una svolta nel sound del gruppo verso uno stile synth pop anni ottanta. Il singolo One More Time fu un grande successo in tutte le discoteche del mondo, divenendo il loro singolo più venduto in carriera, mentre i successivi singoli Digital Love e Harder, Better, Faster, Stronger divennero altrettanto famosi. La canzone Face to Face arrivò al primo posto nelle classifiche dei club statunitensi nonostante non fosse mai uscita come singolo. Da queste canzoni fu tratto il film Interstella 5555, basato unicamente su ritmi e canzoni dei Daft Punk, che appaiono nel film giapponese.
In un'intervista rilasciata a Remix Magazine Online, il gruppo affermò che il nome dell'album Discovery deriva da un paragone da essi fatto con la fase di scoperta che si sperimenta nell'infanzia, simboleggiando la loro nuova attitudine giocosa e aperta nei confronti della musica. Va notato infatti che alcuni brani presentano temi e campionamenti ripresi da canzoni dei tardi anni settanta e dei primi anni ottanta (e va anche notato che alcuni, per questo stesso motivo, hanno scambiato l'ordine delle lettere del titolo interpretandolo come "Very Disco", cioè molto influenzato dalla disco music).
Nel 2001 venne pubblicato l'album dal vivo Alive 1997, che documenta in 45 minuti il concerto di Birmingham del 1997.

### 2004-2007:Human After AlleAlive 2007

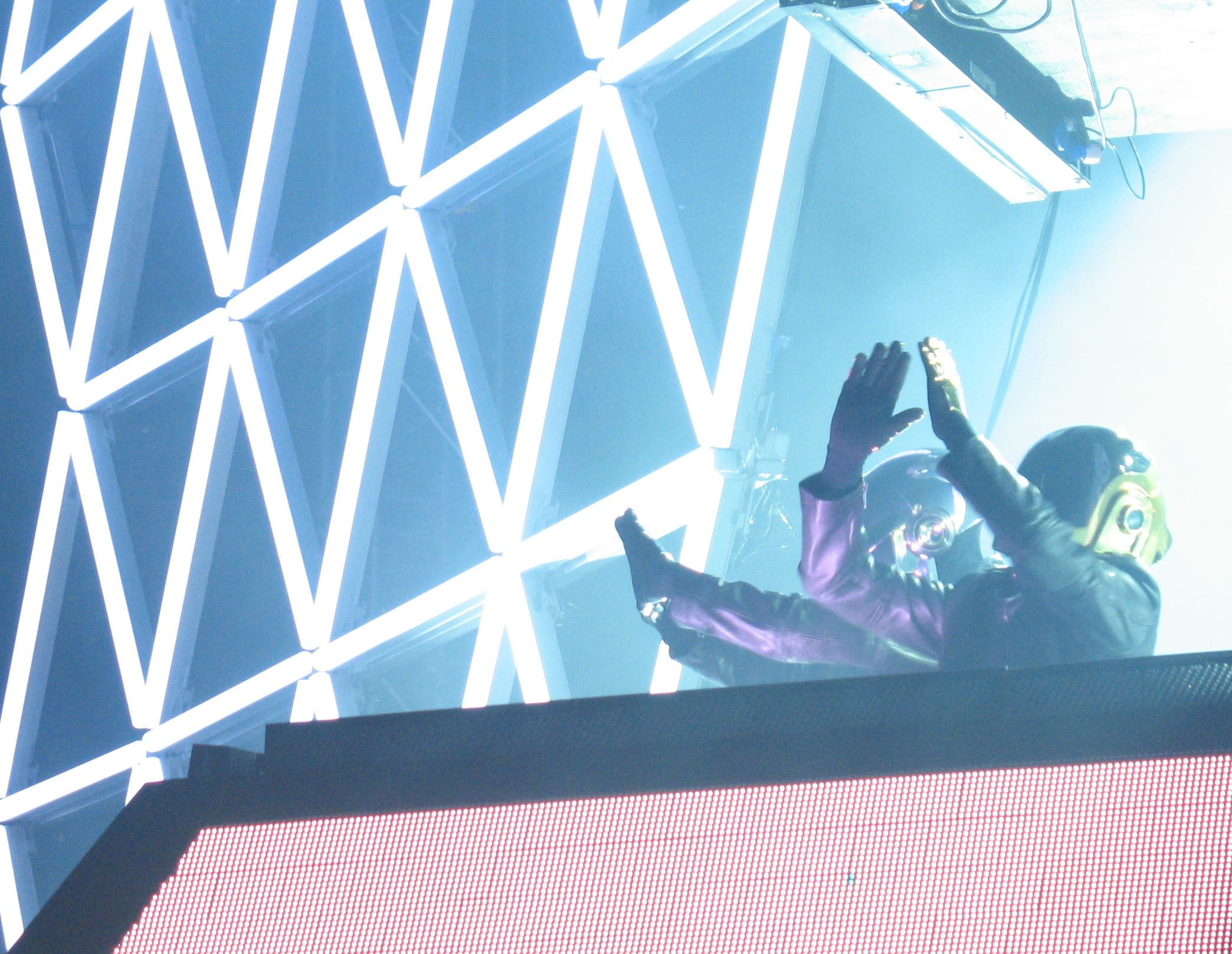
Daft Punk a Berkeley durante l'Alive 2007

Nel 2005 è uscito Human After All, un album di 45 minuti consistente in dieci tracce e registrato in sole sei settimane. Per la prima volta un lavoro dei Daft Punk non è stato accolto all'unanimità né dalla critica né dal pubblico. Su Metacritic la valutazione media è di 57, con un picco in altezza di 91 e in bassezza di 30.
Tale accoglienza non del tutto positiva è dovuta essenzialmente al particolare approccio dell'album, che si mostra più sperimentale rispetto a Discovery e spesso ripetitivo nei beat delle tracce. Nonostante ciò alcune canzoni dell'album sono diventate molto famose nelle discoteche, in particolare Robot Rock (remixata anche da Soulwax e Justice) e Technologic, utilizzata successivamente nel 2009 in collaborazione con Alfa Romeo per la pubblicità dell'automobile MiTo. I singoli tratti dall'album sono stati Robot Rock, Technologic e Human After All. Questo album ha ricevuto una candidatura ai Grammy Awards 2006 come miglior album del genere elettronica dell'anno.
Il 4 aprile 2006 venne pubblicata in versione CD/DVD la raccolta Musique Vol. 1 1993-2005. Sono inoltre stati girati nuovi video per Prime Time of Your Life e Robot Rock.
Il 2006 ha segnato inoltre la prima esibizione dal vivo del gruppo a distanza di nove anni, precisamente al Coachella Valley Music and Arts Festival. A tale evento è seguita una tournée in America del Nord, Europa e Giappone svoltasi tra il 2006 e il 2007; dalla data tenuta a Parigi è stato estratto l'album dal vivo Alive 2007, uscito il 20 novembre 2007 e accolto positivamente dalla critica specializzata, che ne ha elogiato lo spettacolo scenografico. Il disco vantò un discreto successo commerciale in Francia e vinse un Grammy Award al miglior album dance/elettronico in occasione della 51ª edizione della manifestazione.

### 2008-2011:Tron: Legacy
Il 20 ottobre 2010 i Daft Punk sono apparsi a sorpresa sul palco del Madison Square Garden durante l'esibizione dei Phoenix, con i quali hanno eseguito If I Ever Feel Better.
Durante il 2010 il duo è stato chiamato dalla Disney per produrre la colonna sonora del film Tron: Legacy, uscito il 29 dicembre, in cui hanno anche un piccolo cameo. La colonna sonora è stata pubblicata il 22 dicembre, mentre il 5 aprile 2011 è uscito l'album contenente i remix della colonna sonora, Tron: Legacy Reconfigured.
La Soma Records, casa discografica scozzese che lanciò il primo album dei Daft Punk Homework e i loro primi singoli, ha annunciato per il 19 settembre 2011 l'uscita di un CD con una canzone di tutti gli artisti che hanno fatto parte della casa discografica, tra cui i Daft Punk. Nella lista tracce figura un inedito del gruppo, intitolato Daft Drive.
Nell'ottobre del 2011, la rivista DJ Magazine li ha posizionati alla posizione 28 nella classifica dei 100 migliori DJ, salendo di 16 posizioni rispetto al piazzamento dell'anno precedente.
L'11 marzo 2013 il duo australiano di musica elettronica Empire of the Sun, per ufficializzare il loro secondo album Ice on the Dune, ha pubblicato un trailer intitolato Discovery in onore dell'album dei Daft Punk, da cui hanno preso in parte lo stile.

### 2011-2016:Random Access Memories
Nei primi mesi del 2012 musicisti e artisti famosi come Nile Rodgers, Giorgio Moroder e Paul Williams hanno annunciato la loro collaborazione con i Daft Punk riguardo al progetto di un loro quarto album in uscita verso la primavera 2013.
Il 26 febbraio 2013 il duo ha rivelato l'uscita del disco per il successivo 21 maggio e nella notte tra il 2 e il 3 marzo, durante il Saturday Night Live, ha lanciato la prima pubblicità inerente all'album, confermando la data di pubblicazione. Il 23 marzo 2013 è stato rivelato il titolo, Random Access Memories, e il 19 aprile è stato presentato il primo singolo Get Lucky, realizzato con Pharrell Williams alla voce e Nile Rodgers alla chitarra.

### 2016-2021: ultimi anni e scioglimento
Il 15 luglio 2016 durante un'intervista per Billboard, il vicepresidente della Republic Records Wendy Goldstein ha fatto trapelare alcune informazioni riguardanti la collaborazione tra il duo e il cantante R&B The Weeknd per l'incisione di due brani per l'album di quest'ultimo, Starboy. I brani in questione, Starboy e I Feel It Coming, sono stati pubblicati come singoli rispettivamente il 22 settembre e il 17 novembre 2016. In occasione dei Grammy Awards 2017, il duo e The Weeknd hanno eseguito dal vivo I Feel It Coming. L'ultima produzione ufficiale del duo è il brano Overnight dei Parcels, pubblicato nel 2017 da Kitsuné Musique e Daft Trax.
Il 22 febbraio 2021 il duo ha annunciato lo scioglimento attraverso un video pubblicato sul proprio canale YouTube, intitolato Epilogue e mostrante la scena conclusiva del loro film Daft Punk's Electroma.

### 2023: 10º anniversario di Random Access Memories
Nel 2023 sono state commercializzate due nuove edizioni del quarto album Random Access Memories. La prima, uscita il 12 maggio 2023, presenta un secondo disco comprensivo di demo e inediti, oltre alla bonus track giapponese Horizon, mentre la seconda, denominata Drumless Edition, è stata distribuita il 17 novembre e si caratterizza per la totale assenza della batteria e delle percussioni, oltre a una copertina bianca.

## Stile musicale

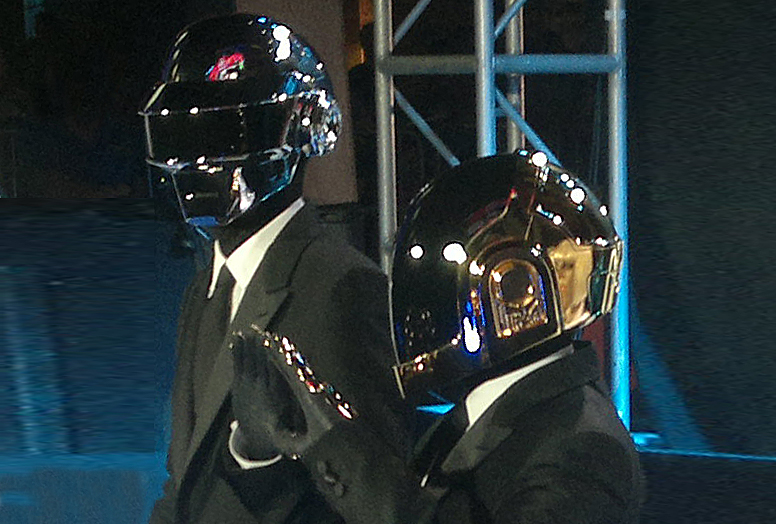
I Daft Punk nel 2010

Lo stile eterogeneo dei Daft Punk ha sempre spaziato tra diverse varianti della musica da ballo elettronica, focalizzandosi principalmente sulla french house, di cui sono considerati esponenti di punta. Hanno sovente fatto un largo uso di campionamenti tratti da brani pubblicati negli anni settanta e ottanta, riprendendo inoltre le sonorità "robotiche" dei Kraftwerk e quelle "kitsch" del funk e della disco music.
Nonostante questa premessa, la musica dei Daft Punk è cambiata di album in album. Se l'esordio Homework (1997) presenta un repertorio techno, acid house e funky, il seguente Discovery (2001) si caratterizza per i brani più melodici e accessibili, che grazie al contributo estetico di Interstella 5555, film d'animazione che funge da video dell'intero album, ispirerà la nascita di una corrente estetica e musicale che prende il nome di future funk, un sottogenere della vaporwave nato intorno al 2014. Human After All (2005), dalle sonorità più rock, ha ricevuto giudizi controversi per l'ostentata ripetitività dei brani. Nel quarto album Random Access Memories (2013), i Daft Punk rinunciano quasi del tutto ai campionamenti, omaggiando vari stili musicali diffusi negli anni settanta, come il funk, la disco music, il pop progressivo e il soul. Gli altri lavori includono Alive 2007, che presenta mash-up di loro brani pubblicati nei primi tre album in studio, e la colonna sonora di Tron: Legacy (2010), i cui brani sono stati definiti «metà Jean-Michel Jarre e metà Drexciya, o situazioni inverosimili tipo gli Stars of the Lid che suonano a una festa Disney».
Sono stati inoltre classificati esponenti di varie espressioni di musica dance, come la techno, l'electro e la progressive house.

## Uso di componenti visive
I Daft Punk sono famosi per l'uso di componenti visive abbinate alle loro canzoni: alcuni dei video musicali ad esse legati sono stati diretti da registi di culto tra cui Spike Jonze e Michel Gondry. Inoltre, l'intero album Discovery ha fatto da colonna sonora al film d'animazione Interstella 5555, realizzato da Leiji Matsumoto, autore del celebre Capitan Harlock, protagonista dell'omonimo anime giapponese del 1978.
I due musicisti appaiono quasi sempre vestiti da robot. Bangalter ha spiegato: «Ci fu un incidente nel nostro studio. Stavamo lavorando con il campionatore e questo, esattamente alle 9:09 del 9 settembre 1999, esplose. Quando riprendemmo conoscenza, ci accorgemmo che eravamo diventati dei robot». Sono rarissime le fotografie che ritraggono i volti dei due musicisti, sebbene in precedenza non si vestissero da robot.
I Daft Punk hanno diretto e prodotto anche un film, Daft Punk's Electroma, presentato in anteprima al Festival di Cannes nel 2006. La trama è incentrata su due robot (che rappresentano i Daft Punk stessi) che, in questa avventura tenteranno in tutti i modi di diventare esseri umani.

## Discografia
- 1997 – Homework
- 2001 – Discovery
- 2005 – Human After All
- 2013 – Random Access Memories

## Filmografia
- D.A.F.T.: A Story About Dogs, Androids, Firemen and Tomatoes (1999)
- Interstella 5555 (2003)
- Daft Punk's Electroma (2006)
- Tron: Legacy (cameo) (2010)[58]
- Daft Punk Unchained (2015)
- Piece by Piece (2024)

## Riconoscimenti (elenco parziale)
Grammy Award
- 1998 – Nomination alla miglior registrazione dance per Da Funk[59]
- 1999 – Nomination alla miglior registrazione dance per Around the World[60]
- 2002 – Nomination alla miglior registrazione dance per One More Time[61]
- 2002 – Nomination alla miglior performance strumentale pop per Short Circuit[61]
- 2006 – Nomination al miglior album dance/elettronico per Human After All[62]
- 2009 – Miglior registrazione dance per Harder, Better, Faster, Stronger (Alive 2007)
- 2009 – Miglior album dance/elettronico per Alive 2007
- 2012 – Nomination alla miglior colonna sonora di un film, programma televisivo o altro media visuale per Tron: Legacy (Original Motion Picture Soundtrack)
- 2014 – Album dell'anno per Random Access Memories
- 2014 – Miglior album dance/elettronico per Random Access Memories
- 2014 – Miglior interpretazione pop di un duo o un gruppo per Get Lucky
- 2014 – Registrazione dell'anno per Get Lucky
- 2014 – Miglior registrazione di un album, non classico per Random Access Memories

MTV Video Music Awards
- 1997 – Nomination al miglior video innovativo per Da Funk
- 1997 – Nomination alla scelta del pubblico internazionale per Around the World
- 2013 – Nomination alla miglior canzone dell'estate per Get Lucky

Billboard Music Award
- 2014 – Miglior artista dance/elettronico
- 2014 – Miglior album dance elettronico per Random Access Memories
- 2014 – Nomination alla miglior canzone dance/elettronica per Get Lucky
- 2014 – Nomination alla miglior canzone streaming per Get Lucky